# Joe Breeze
Pour les articles homonymes, voir Breeze.
Joe Breeze est un coureur cycliste, concepteur de vélos, militant de la bicyclette, et chef d'entreprise américain né en 1953. Il est considéré comme l'un des inventeurs du vélo tout-terrain dans les années 1970. Il est en particulier reconnu pour avoir construit en 1977 le premier vélo entièrement pensé pour la pratique du VTT. Il est également l'un des participants clés des célèbres courses « Repack » des années 1970.
Fondateur de la marque de VTT Breezer, il se recentre en 2001 sur la conception de vélos utilitaires.
Il est admis au Mountain Bike Hall of Fame en 1988.

## Carrière cycliste sur route
Joe Breeze vit à Mill Valley, dans le Comté de Marin, Californie. Il commence à s'intéresser au cyclisme vers l'âge de 16 ans, lorsqu'il décide avec son frère de relier San Francisco à Washington, puis de revenir en empruntant la California State Route 1. Ils parcourent 2 300 km en 14 jours. Il participe à une première course sur route dans le cadre scolaire et termine deuxième, ce qui le motive à prendre une licence. Il participe alors régulièrement à des courses en tant qu'amateur, et crée en 1972 le Vélo Club Tamalpais.
Il se qualifie en 1977 pour le championnat national, où il finit 13e. Son intérêt pour la fabrication de cadres, et pour la discipline naissante du VTT le dissuade de continuer les courses et d'envisager une carrière sur route.

## Expérimentations tout-terrain
Parallèlement aux courses sur route, Joe Breeze s'intéresse très tôt à la fabrication de cadres. Il apprend auprès d'Albert Eisentraut (en). Il fabrique son premier vélo de route en 1974, et produit quelques exemplaires de cadre route entre 1974 et 1977.
Dès 1973, il modifie un vieux beach cruiser Schwinn mono-vitesse de 1941, en retirant béquille, garde-boues, panier, et en lui ajoutant des pneus de grosse section, pour aller descendre le Mont Tamalpais. Il continue d'utiliser ce vélo tous les mois au Vélo Club Tamalpais, et est imité par d'autres membres du club, en particulier Gary Fisher et Charlie Kelly, pour aller rouler hors piste.
En 1976, il participe à la création de la « Repack Race », première course de VTT, consistant à descendre le Mont Tamalpais. Il gagne 10 des 24 éditions de la Repack.

## La marque Breezer
En septembre 1977, Joe Breeze construit le premier Breezer, un vélo entièrement pensé pour la pratique du hors piste, le cadre comme les composants, et considéré comme le premier vélo tout terrain. Neuf autres cadres sont réalisés pendant l'hiver 1977 à la suite de ce premier prototype, et il crée l'entreprise et la marque Breezer. De 1977 à 1985, il fabrique une centaine de cadres, principalement en acier, dans son garage. Il fabrique son dernier cadre en 1990, date à partir de laquelle il sous-traite la production à Taïwan, et continue la conception des cadres sur ordinateur. Il se diversifie en produisant des cadres routes et de vélos utilitaires, en plus des cadres VTT.
En 2008, il vend sa société Breezer à Fuji Advanced Sports (en), et se concentre sur la conception de ses vélos. En 2010, une gamme de VTT est ré-introduite chez Breezer, et en 2012 une gamme route. Sur le choix de diamètre de roue, Breeze est convaincu de l'intérêt du 29 pouces, même s'il admet l'intérêt de la nervosité des roues de 26 pouces dans certains cas.

## L'orientation utilitaire
En 1996, Joe Breeze sort son premier modèle de vélo urbain, le Ignaz X, destiné à une pratique utilitaire plutôt que loisir ou sportive. À partir de la fin des années 1990, il développe de plus en plus de modèles urbains, essentiellement par motivation personnelle et militantisme, ce genre de vélo étant quasi inexistant aux États-Unis. Breeze est convaincu du potentiel du vélo utilitaire en matière de déplacement pendulaire (domicile-travail), et dans la vie de tous les jours, ainsi que de ses bienfaits en matière de santé. Son rêve est d'ailleurs « un monde conscient que le vélo est une solution ».
À partir de 2001, il se concentre uniquement sur la conception et la production de vélos utilitaires. En 2003, le slogan de la marque devient « transportation for a healthy planet », et développe des vélos pliants.